# 安全運転能力検定
安全運転能力検定（あんぜんうんてんのうりょくけんてい）は、一般社団法人安全運転推進協会が実施している検定試験。
運転技能・交通法規・運転行動の観点から、安全運転に必要な知識・技能を身に付け、ドライバーに安全に対する意識を向上してもらうことを目的としている。

## 受験級
上位から順に1級、2級、3級、４級の4段階がある。
1級を受験する場合は既に２級に合格していることが条件であり、2級以上を受験する場合は事前に普通自動車運転免許を取得しておく必要がある。

### 1級
自車を使って運転し、受験者の自宅や職場などの近隣の道路を走行する。
協会から貸し出される車載機器（ドライブレコーダー）を車両に取付け、指定された走行条件に従って運転する。
試験回数は1回。試験時間60分以上、走行距離20km以上。

### 2級
安全運転に必要な3つの分野（運転技能、交通法規、運転行動）の知識が問われる。
マークシート形式の筆記試験、またはCBT方式。
問題数は全75問で、試験時間は60分。
61点以上で合格。（ただし問題ごとに配点は異なる）

### 3級
安全運転に必要な知識が問われる。CBT方式。
四肢択一の問題が20問出題される。16問以上正解で合格。
受験資格を設定しておらず、運転免許を持っていない者でも受験可能。
尚これに合格しても運転免許を取得することはできない。

### 4級
安全運転に必要な知識が問われる。CBT方式。
四肢択一の問題が15問出題される。12問以上正解で合格。
受験資格を設定しておらず、運転免許を持っていない者でも受験可能。受験料は無料。
尚これに合格しても運転免許を取得することはできない。